# Léon
Léon, también conocida como El profesional (Léon) o El perfecto asesino, es una película francesa de drama policíaco estrenada en 1994. Fue escrita y dirigida por Luc Besson e interpretada por Jean Reno, Gary Oldman, Natalie Portman en su primer papel cinematográfico y Danny Aiello. La trama está ambientada en Nueva York y relata la historia de Léon (Reno), un asesino a sueldo, que toma bajo su protección a Mathilda (Portman), una niña de doce años, después de que la familia de esta es masacrada por un grupo de agentes corruptos de la división antinarcóticos liderados por Norman Stansfield (Oldman). Léon y Mathilda forman una atípica pareja y la niña comienza a aprender el trabajo de Léon.

## Argumento
Léon es un sicario —o «limpiador», como se refiere a sí mismo— que vive una vida solitaria en el barrio de Little Italy en la ciudad de Nueva York y consigue sus trabajos a través del viejo Tony, un mafioso del barrio.
Un día, Léon conoce a Mathilda Lando, una joven de doce años de edad. Mathilda vive con su familia disfuncional en un departamento cercano al de Léon y ha dejado de asistir a la escuela. El padre de Mathilda atrae la ira de un grupo de agentes corruptos de la DEA, quienes le han estado pagando para que ocultara cocaína en su departamento. Después de descubrir que ha estado cortando la cocaína para quedarse con una parte, los agentes de la DEA entran violentamente al edificio, liderados por Norman Stansfield. Durante la redada, Stansfield pierde los estribos y asesina a toda la familia de Mathilda mientras que ella se encuentra haciendo las compras. Al regresar, Mathilda se da cuenta justo a tiempo de lo que acaba de suceder y continúa caminando hacia el departamento de Léon, quien, con vacilación, le permite entrar. 
Mathilda descubre rápidamente que Léon es un asesino a sueldo. Le suplica que le permita quedarse con él y le enseñe el trabajo, ya que desea vengar la muerte de su hermano de cuatro años. Al principio, Léon se siente inquieto por su presencia y considera deshacerse de ella, sin embargo, más adelante le muestra cómo utilizar algunas armas. A cambio, ella se encarga de hacer las compras, limpiar el departamento y le enseña a Léon a leer. Con el tiempo forman un vínculo estrecho y Mathilda mira a Léon con admiración.
Posteriormente Mathilda se entera de la ubicación de la oficina de Stansfield y, cuando Léon sale para hacer un trabajo, llena de armas una bolsa y se dirige a matarlo. Logra abrirse camino hacia la oficina de la DEA haciéndose pasar por repartidora de comida, pero es emboscada en el baño por Stansfield; en ese momento uno de sus hombres llega y le informa que Léon acaba de matar a Malky, uno de los agentes de la DEA, en Chinatown. Después de descubrir el plan de Mathilda a través de una nota que ella le dejó, Léon se adentra en el edificio de la DEA para rescatarla, matando a dos hombres más de Stansfield en el proceso. Enfurecido, éste se enfrenta a Tony, quien es violentamente interrogado para que revele la ubicación de Léon.
Más tarde, mientras Mathilda regresa al apartamento desde la tienda, una unidad de emergencia del Departamento de Policía de Nueva York enviada por Stansfield la captura e intenta entrar al departamento de Léon. Léon acorrala a la unidad, rescata a Mathilda y consigue una salida de escape a través de un tubo de ventilación; le dice que se encontrarán en el restaurante de Tony en una hora antes de que ella empiece a bajar a través del ducto. Finalmente la policía entra al departamento y en medio del caos, Léon logra escaparse del edificio haciéndose pasar por un policía herido; nadie lo nota a excepción de Stansfield, que lo sigue y le dispara por la espalda. Mientras muere, Léon le entrega un objeto a Stansfield y le dice que es de parte de Mathilda; Stansfield se da cuenta de que es el seguro de una granada y descubre que Léon tiene múltiples granadas en el chaleco, las cuales detonan y lo matan también a él.
Mathilda va al restaurante de Tony, como Léon le había dicho antes, e intenta convencerlo de que la contrate, pero Tony rehúsa rotundamente a contratar a una niña de doce años. Tony le dice a Mathilda que Léon le había dicho que le diera su dinero en caso de que algo le llegara a suceder. Le da los primeros cien dólares y la manda de vuelta a la escuela, donde la directora la readmite después de que Mathilda le revela lo que le sucedió. Después camina hacia un jardín cercano a la escuela y siembra la planta que Léon tenía en su apartamento, para que eche raíces como ella le había sugerido antes.

## Reparto
- Jean Reno: Léon
- Gary Oldman: Norman Stansfield
- Natalie Portman: Mathilda Lando
- Danny Aiello: Tony
- Peter Appel: Malky
- Willi One Blood: Blood
- Don Creech: Neal
- Keith A. Glascoe: Benny
- Randolph Scott: Jordon
- Michael Badalucco: Padre de Mathilda
- Ellen Greene: Madrastra de Mathilda
- Elizabeth Regen: Hermana de Mathilda
- Carl J. Matusovich: Hermano de Mathilda
- Frank Senger: Fatman
- Lucius Wyatt «Cherokee»: Tonto
- Maïwenn: La chica rubia
- George Martin: El recepcionista del hotel
- Adam Busch: Manolo

## Producción
En un principio, el director Luc Besson había desarrollado Léon como un proyecto de relleno, cuando su trabajo en El quinto elemento se había interrumpido debido a problemas en la agenda de su protagonista, Bruce Willis. En cierta medida Léon es una expansión de una idea de una película anterior de Besson, Nikita (1990), donde Jean Reno interpretaba un personaje similar llamado Victor. Besson describió a Léon así: «Quizá ahora Jean está interpretando al primo estadounidense de Victor. Esta vez es más humano». Reno le había pedido de Besson que escribiera un guion desarrollando el personaje de Victor «el limpiador» y el resultado fue Léon. Besson decidió que quería dirigir el proyecto y antes de seleccionar a Reno como protagonista consideró a Al Pacino, Robert De Niro y Mel Gibson. De acuerdo con la actriz Maïwenn, que tiene un breve papel al inicio del filme, la historia estuvo en gran parte influenciada por su relación con Besson, cuya diferencia de edad era similar a la de Léon y Mathilda, y el guion fue escrito al mismo tiempo que comenzaba la relación entre la joven actriz y el director. Una vez escrito el guion, los ejecutivos de Warner Bros. le sugirieron a Besson que se contactara con el guionista Robert Mark Kamen para que lo ayudara con los diálogos en inglés. El guion finalizado fue seleccionado por Columbia Pictures para su distribución en Estados Unidos y la productora francesa Gaumont se encargó de financiar el proyecto.
Para el papel de Mathilda, se tuvo en cuenta a la actriz Liv Tyler, pero se la descartó al ser mayor que el personaje que debía interpretar. Natalie Portman asistió al casting de la película con once años de edad y en un principio no se le permitió leer sus diálogos al ser demasiado joven. Sin embargo, después de tres audiciones adicionales, consiguió el papel de Mathilda. Al todavía ser menor de edad, el contrato de Portman indicaba que sus padres debían aprobar el guion antes de que la actriz lo firmara. Los padres de Portman y el director negociaron algunos aspectos del guion y, como resultado, este sufrió modificaciones, relacionadas en particular a la violencia y los desnudos. El manejo de armas de fuego y las escenas donde Mathilda fumaba también despertaron preocupación en sus padres. Reno decidió interpretar a Léon como mentalmente lento y reprimido emocionalmente para retratar a un personaje que no sería capaz de aprovecharse de una joven vulnerable.
La filmación se llevó a cabo durante noventa días y tuvo lugar en Nueva York, Nueva Jersey y París. Aunque la trama se desarrolla en Nueva York, la mayoría de las escenas interiores se rodaron en París. En Nueva York se utilizaron locaciones reales como Harlem del Este, Chinatown y Wall Street, mientras que en Nueva Jersey se filmaron escenas en Hoboken y West New York. Para las escenas interiores del apartamento de Mathilda y su familia se utilizó en hotel Chelsea ubicado en la Calle 23 de Manhattan, aunque para ambientar su exterior se filmó en un edificio más modesto en el Upper East Side. Aunque en la película el restaurante de Tony está ubicado en Little Italy, en realidad estaba sobre la Novena Avenida; el restaurante se llamaba Guido’s y fue demolido en el año 2007. También se filmó en el Roosevelt Island Tramway, en el Pine Bank Arch del Central Park y en el Manhattan Municipal Building para ambientar las oficinas de la DEA.
El presupuesto se estimó en dieciséis millones de dólares. Se estrenó en Estados Unidos con el título The Professional y se la promocionó como una película estadounidense realizada por el director de Nikita. Besson vendió los derechos de distribución a Columbia y a cambio mantuvo el control sobre el final cut y la distribuidora le aseguró la llegada a mil doscientos cines estadounidenses. Antes, la cinta tuvo que someterse a proyecciones de prueba y como resultado una de las escenas tuvo que ser eliminada para asegurar un estreno nacional. Ese hecho enfureció al director, que sintió que la falta de esa escena arruinaba el sentido de una escena posterior.

## Estreno
Léon se estrenó en Francia el 14 de septiembre de 1994. En su primera semana de estreno en París, el filme vendió 243 285 entradas y alcanzó a vender un total de 797 939 entradas durante su paso por las salas de la capital francesa. En Francia, vendió 3 330 703 entradas. En noviembre del mismo año se estrenó en Estados Unidos y a principios del año siguiente en el Reino Unido. La cinta tuvo un modesto éxito comercial, recaudando un total de 45 millones de dólares en todo el mundo. Posteriormente también iba a ser un éxito en el mercado de VHS y DVD.

### Formato casero
El filme fue editado originalmente en VHS y LaserDisc. Sony Pictures lanzó la primera edición en DVD titulada The Professional en 1998, que contenía la versión estadounidense proyectada en los cines. En 2008 Kinowelt lanzó la cinta en Blu-ray en Alemania. Al año siguiente, Optimum Home Entertainment lanzó una edición especial en Blu-ray de dos cortes y con material extra, incluyendo una entrevista retrospectiva a los actores y técnicos, documentales de Natalie Portman y Jean Reno y el tráiler. Sony Pictures la lanzó en Estados Unidos en noviembre del mismo año. Más trarde, se editó en Reino Unido una versión remasterizada en Blu-ray y 4K Ultra HD por Studio Canal en 2019, e incluyó la mayor parte del material extra que contenían ediciones anteriores.

### Versión extendida

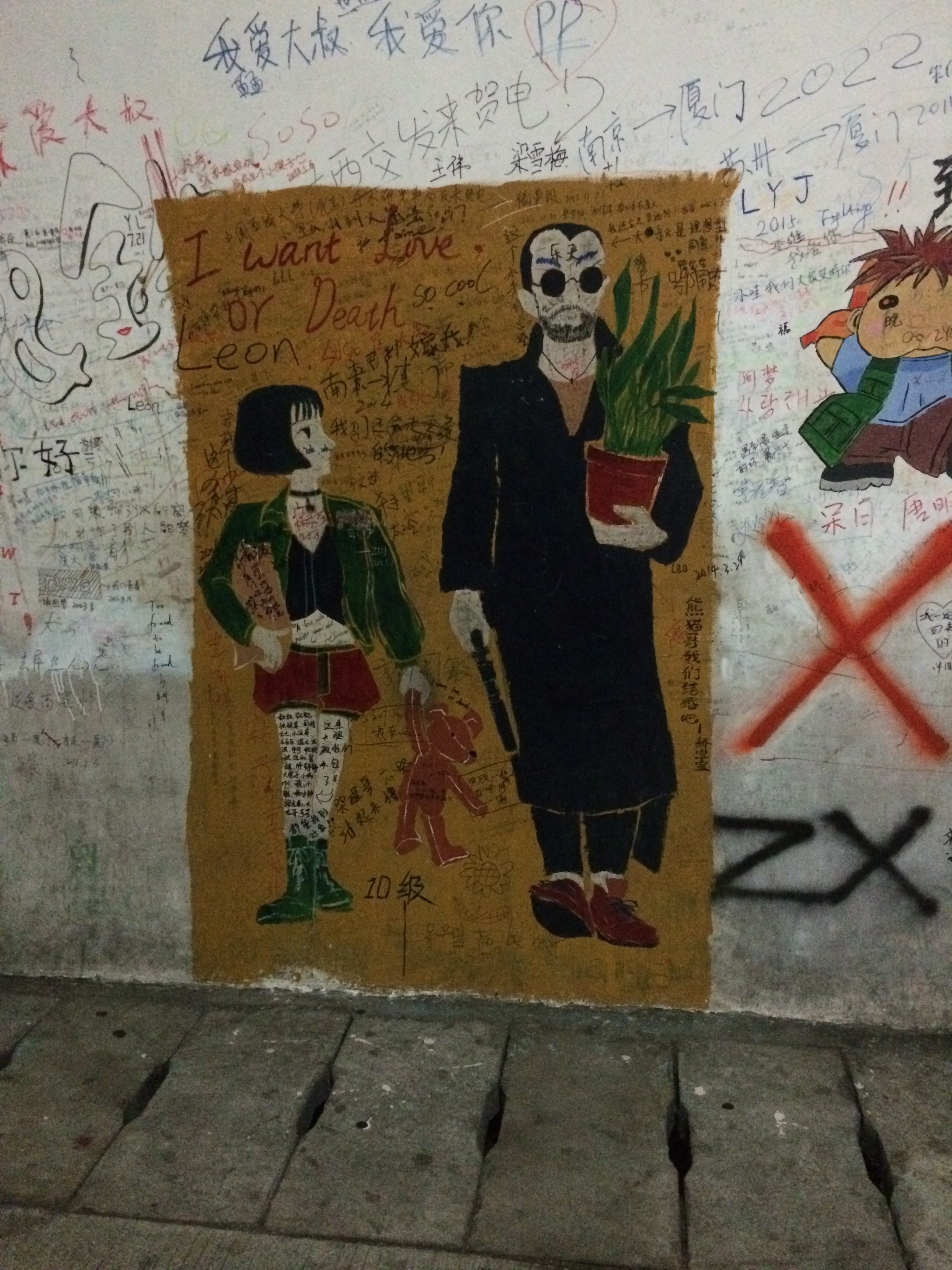
Arte callejero basado en el filme.

Existe una versión extendida del filme conocida como «versión internacional», «version longue» o «version intégrale». Esta contiene veinticinco minutos de metraje adicional y aunque a veces se hace referencia a ella como la «versión del director», Besson se refiere a la versión original como la versión del director y a la nueva versión como «la versión larga». Según Besson, esta es la versión que quería estrenar, lo que fue impedido debido a las reacciones negativas que las escenas extra tuvieron en las proyecciones de prueba en Los Ángeles. Las escenas adicionales se encuentran en la segunda mitad del filme y desarrollan la interacción entre Léon y Mathilda, algunas mostrando a Mathilda acompañando a Léon en sus trabajos para entrenarse como asesina a sueldo.
La «version longue» de Léon se proyectó en cines franceses en 1996 y más tarde se editó en VHS. Posteriormente se lanzó como «version intégrale» en LaserDisc y en DVD en Japón. Se editó en DVD en Norteamérica en el año 2000 y nuevamente en 2005. En 2009 se lanzó por primera vez en el Reino Unido.

## Banda sonora
El álbum de la banda sonora se lanzó en octubre de 1994 a través de TriStar Music. Resultó un éxito de ventas en Japón, llegando a ser certificado disco de oro después de vender cien mil copias hacia diciembre de 1999.

## Recepción

### Crítica
La película fue recibida con buenas críticas en Francia, mientras que tras su estreno en Estados Unidos, algunos críticos estadounidenses rechazaron la relación en pantalla entre los personajes de Reno y Portman, aunque el filme logró entusiasmar al público. En respuesta al tono sexual que algunos críticos adjudicaban a la trama, Luc Besson declaró: «Yo estaba interesado en hablar sobre amor puro. Hoy la sociedad confunde amor con sexo». El filme alcanzó un 75 % de críticas positivas en el agregador de reseñas Rotten Tomatoes sobre 67 reseñas. El consenso del sitio indica: «Teniendo como eje la relación poco común entre un experimentado asesino a sueldo y su aprendiz de doce años —una aparición exitosa de la joven Natalie Portman—, Léon de Luc Besson es un thriller con estilo y extrañamente conmovedor». En Metacritic consiguió un puntaje de 64 sobre 100 basado en doce reseñas, siendo calificada dentro de las películas de «críticas generalmente favorables».
Mark Salisbury de la revista Empire le dio cinco estrellas sobre cinco y comentó: «Rebosa estilo, ingenio y confianza en cada engranaje y, ofreciendo una perspectiva vertiginosa y fresca de la Gran Manzana que solo Besson puede ofrecer, es, en una palabra, maravillosa». Mark Deming de AllMovie le dio a la película cuatro estrellas sobre cinco, describiéndola como «tan estilística visualmente como violenta gráficamente», y con una «firme actuación de Jean Reno, un sorprendente debut de Natalie Portman y un número excesivo, que odias o amas, de Gary Oldman». Richard Schickel de la revista Time elogió la película, escribiendo: «Esta es una película al estilo procesador de comida, que mezcla ingredientes comunes y disparatados, haciendo de algo raro, posiblemente de mal gusto, algo sin lugar a dudas deslumbrante». También describió la actuación de Oldman como el agente de la DEA Norman Stansfield como «maravillosamente psicótica».
Roger Ebert le dio al filme dos estrellas y media sobre cuatro, escribiendo: «Es un filme bien dirigido, porque Besson tiene un talento natural para adentrarse en el drama con un cargado estilo visual. Y está bien actuada». Sin embargo, afirmó que «siempre tuve presente la idea de que había algo erróneo al colocar un personaje de doce años de edad en medio de esta acción. [...] En lo que es en esencia un ejercicio —un sofisticado thriller urbano— parece explotar la juventud de una chica sin realmente tratar el tema». Janet Maslin de The New York Times escribió que «Oldman expresa la mayoría del sadismo del filme como también muchos de sus equivocados sentimientos poéticos».

### Premios
Léon ganó el Premio León checo a la mejor película extranjera y el Golden Reel Award a la mejor edición de sonido en una película extranjera. La película además recibió siete candidaturas a los Premios César de 1995: mejor película, mejor director, mejor actor (Reno), mejor fotografía, mejor montaje, música escrita para una película y mejor sonido.

## Legado
Léon está entre los filmes incluidos en el libro 1001 películas que hay que ver antes de morir. En el libro Poseur: A Memoir of Downtown New York City in the '90s (2013), el autor Marc Spitz afirmó que la película está «considerada un clásico de culto». En 2014 la revista Time Out encuestó a varios críticos de cine, directores y actores para que votaran por sus películas de acción favoritas, Léon alcanzó el número 42. Desde entonces el personaje Norman Stansfield ha sido incluido en algunas de las listas de los mejores villanos de cine.
El grupo británico Alt-J editó una canción sobre el filme titulada «Matilda» [sic]. La primera frase de la letra, «this is from Matilda», hacen alusión a las últimas palabras de Léon hacia Stansfield. En el video «What is Love?», de la banda surcoreana Twice, dos integrantes interpretan a Léon y Mathilda.
En la serie de televisión animada Las nuevas aventuras de Batman, en el episodio «Growing Pains» aparece una niña llamada Annie cuyo diseño de aspecto está inspirado en el del personaje de Mathilda. La imagen de Tokio en la serie La casa de papel también está inspirada el personaje de Mathilda.

## Secuela
Besson escribió un guion para una secuela, titulada Mathilda, pero la filmación se postergó hasta que Portman creciera. En el guion, Mathilda era descrita como «mayor» y «más madura», y trabajaba como sicaria. Mientras tanto, Besson abandonó Gaumont para fundar su propio estudio de cine, EuropaCorp. Disconformes con la partida de Besson, Gaumont se quedó con los derechos del filme negándose a liberarlos.
En 2011 el director Olivier Megaton afirmó que Besson y él habían usado el guion de Mathilda como base para el de Colombiana, un filme sobre una joven asesina profesional. Al igual que Mathilda, el personaje se enfrenta a un cartel de drogas como venganza por la muerte de su familia cuando era niña.